# Ares Galaxy
Ares Galaxy —  BitTorrent-клиент для Microsoft Windows. Также поддерживает свою файлообменную сеть, обладает функциональностью медиаплеера и чата с возможностью хеш-ссылок. Программа написана на Delphi / Kylix и распространяется под лицензией GNU GPL.
Программа появилась в середине 2002 года как клиент для файлообменной сети Gnutella. Расстроенный медленным темпом разработки консорциума Gnutella, главный разработчик клиента Ares, Alberto Treves, создал свою файлообменную собственную сеть. Сообщалось, что через несколько месяцев после создания сеть возросла до 600 000 пользователей в единицу времени. Интерфейс первоначально напоминал Napster. Сейчас интерфейс Ares Galaxy больше похож на Windows Media Player. До появления BitTorrent-функциональности, программа наилучшим образом подходила в основном для скачивания небольших файлов, например музыкальных файлов.
Начиная с версии 1.9.4 поддерживает обмен файлами по протоколу BitTorrent, с версии 1.9.9 экспериментально поддерживает SHOUTcast.

## Альтернативные клиенты
Так как автор Ares Galaxy вместе с клиентом создал и отдельную файлообменную сеть, то к ней появились альтернативные клиенты:
- Warez P2P (совместим до версии 3.1.1 2007 года)
- Файлообменные программы на движке giFT, например Poisoned (Mac OS X) или KCeasy (Windows) (официальная разработка движка giFT остановлена в 2004)
- FileCroc
- iGotcha! (Mac OS X)
- Ares Gold Архивная копия от 3 февраля 2020 на Wayback Machine
- FilePipe P2P